# Vlag van Zeewolde

Vlag van de gemeente Zeewolde

De vlag van Zeewolde is bij raadsbesluit op 16 augustus 1984 vastgesteld als de gemeentelijke vlag van Zeewolde. De beschrijving luidt:
Twee groene banen en daartussen een gele baan, welke diagonaal uitwaaieren in een blauw veld.
De vlag bestaat uit een blauwe achtergrond met drie steeds wijder wordende banen van groen-geel-groen van linksboven naar rechtsonder. Het ontwerp was van P. Jellema, hoofd gemeentewerken Zeewolde.

## Achtergrond
De gemeente schrijft over de symboliek:
Het geel symboliseert het graan op de akkers en de stranden langs de randmeren; het groen de weiden en de bossen; het blauw de zee, waaruit Zeewolde gewonnen werd. De diagonaal uitwaaierende banen suggereren een dynamische beweging, strekkende tot kenmerk van de gemeenschap Zeewolde.
Almere ·
Dronten ·
Lelystad ·
Noordoostpolder ·
Urk ·
Zeewolde